# ГЕС Санта-Барбара (Карлос Фонеска)
ГЕС Санта-Барбара (Карлос Фонеска) — гідроелектростанція на північному заході Нікарагуа. Знаходячись після ГЕС Larreynaga (17 МВт), наразі становить нижній ступінь каскаду у сточищі річки Rio Viejo, яка впадає з півночі в озеро Манагуа (періодично дренується потоком Тіпітапа до озера Нікарагуа, котре має сток через річку Сан-Хуан до Карибського моря).
Окрім стоку самої Rio Viejo, станція використовує значний ресурс, перекинутий через ГЕС Centroamerica із річки Тума, лівої притоки Río Grande de Matagalpa (так само басейн Карибського моря). Взагалі, кілька десятків років станція Centroamerica безпосередньо передувала ГЕС Санта-Барбара, допоки у 2015-му між ними не запрацював новий гідроенергетичний об'єкт Larreynaga.
Rio Viejo перекрили греблею La Virgen, котра дозволяє накопичувати ресурс, достатній для роботи станції протягом 40 діб. Звідси вода подається по лівобережжю річки — спершу по каналу довжиною 2,7 км (складається з двох секцій, розділених сифоном довжиною 0,2 км), а потім по тунелю довжиною приблизно 4,5 км. Після запобіжного балансувального резервуару баштового типу в долину Rio Viejo спускається напірний водовід довжиною 0,6 км.
Машинний зал обладнаний двома турбінами типу Френсіс потужністю по 27,2 МВт, які при напорі у 187 метрів повинні забезпечувати виробництво 187 млн кВт-год електроенергії на рік.
Відпрацьована вода повертається Rio Viejo. Можливо відзначити, що існують плани спорудження нижче за ГЕС Санта-Барбара ще однієї станції — ГЕС Ель-Барро з потужністю 37 МВт.
В 1998 році внаслідок опадів під час урагану Мітч гребля La Virgen виявилась зруйновано. Окрім її відбудови, провели також відновлення турбін та генераторів.